# Стексен, Биргер
Биргер Стексен (швед. Birger Steckzén 10 октября 1892 — умер 13 декабря 1966) — шведский историк, доктор философии (Лундский университет 1920), архивист в Национальном архиве Швеции 1921, Военный архив 1921.